# ساروش
ساروش، (بالإنجليزية: Sarroch)‏، (سردينيا: S'Arrocu) هي بلدية، في مدينة كالياري متروبوليتان، في المقاطعة الإيطالية سردينيا، وتقع على بعد حوالي 20 كيلومترا (12 ميل) جنوب غرب كالياري.

## السكان
في سنة 1861 بلغ عدد السكان 1٬198 نسمة، وتطور العدد ليصل في سنة 2011 لـ 5٬198 نسمة.
يظهر هذا المخطط البياني تطور النمو السكاني لـ ساروش